# Lisa Opie
Lisa Opie, née le 15 août 1963 à Guernesey, est une joueuse de squash représentant l'Angleterre, qui fut l'une des plus grandes joueuses des années 1980 et du début des années 1990. Ses plus grands succès sont la victoire au British Open en 1991 et 4 titres consécutifs au championnat du monde par équipes de 1985 à 1990. En mars 1988, elle atteint la 1re place mondiale. Jusqu'à l’avènement de Cassie Campion, elle fut la joueuse no 1 anglaise.

## Carrière
Elle naît et grandit à Guernesey, où elle fut entraînée dans ses jeunes années par Reg Harbour. Plus tard, elle fut entraînée par Gavin Dupre de Jersey. Ils commencèrent à travailler ensemble à Guernesey et plus tard, Lisa passa du temps à s’entraîner avec lui en Allemagne où il était basé comme entraîneur professionnel.
En compétition internationale, elle représente l'Angleterre. Elle est récompensée par le MBE pour services rendus au squash dans la liste du 1er janvier 1995.
Lisa Opie gagne son premier tournoi en 1979 et s'affirme rapidement comme une des meilleures joueuses. Elle atteint la demi-finale des championnats du monde 1981 mais perd face à Rhonda Thorne 9-2, 9-0, 9-4. C'est le premier match d'une longue série qui la verra atteindre deux fois la finale du Championnats du monde de squash mais échouant à chaque fois face à la légende néo-zélandaise Susan Devoy – en 1985 (9–4, 9–5, 10–8) et 1987 (9–3, 10–8, 9–2).
Le British Open lui procure également beaucoup d'émotions. En 1982 et 1983 , elle perd en finale face à Vicki Cardwell, et à nouveau contre sa vieille rivale Susan Devoy en 1984  (5–9, 9–0, 9–7, 9–1) et 1986 (9–4, 9–2, 9–3). Finalement, elle gagne le British Open en 1991 quand elle bat sa compatriote Sue Wright en finale 6–9, 9–3, 9–3, 9–4. Cela fait d'elle la première Britannique à gagner le titre depuis 30 ans. Cette même année, elle finit seconde du Sports Journalists Award, derrière l’athlète Liz McColgan.

## Palmarès

### Titres
- British Open : 1991
- Malaysian Open Squash : 3 titres (1986, 1988, 1990)
- Australian Open : 2 titres (1986, 1987)
- Championnats du monde par équipes : 4 titres (1985, 1987, 1989, 1990)
- Championnats du monde junior : 1981
- Championnats britanniques : 3 titres (1981, 1986, 1987)

### Finales
- Championnats du monde de squash: 1985, 1987
- British Open : 4 finales (1982, 1983, 1984, 1986)
- Championnats du monde par équipes : 2 finales (1981, 1983)